# 太平島空港
太平島空港（たいへいとうくうこう）は、南沙諸島の中華民国が実効支配する太平島に位置する空港。

## 概要
中華民国空軍のC-130輸送機が高雄国際空港から2ヶ月に1便運行されている。
台湾にとっては、シーレーンの要衝にあたり、警備のため台湾の軍人と警察官が常駐している。

## 航空会社と運行地
| 航空会社     | 就航地 |
| ------------ | ------ |
| 中華民国空軍 | 高雄   |